# 吉野真治
吉野 真治（よしの しんじ、1978年7月25日 - ）は、テレビ朝日のアナウンサー。

## 経歴・人物
東京都立八王子東高等学校を経て慶應義塾大学商学部を卒業後、2002年4月にテレビ朝日に入社。同期のアナウンサーに清水俊輔と松尾由美子がいる。
3歳からサッカーを始め、高校時代はFC町田ユース（現：FC町田ゼルビアユース）でプレーしクラブユース全国大会に1年生ながら出場した。またクラブユースの東京都選抜にも選出され元日本代表の永井雄一郎とツートップを組んだ経験がある。しかし日本サッカー協会の規定により高校の部活と2重登録ができないため、学校ではHHP（八王子東プロレスリング）に所属しており、そこで実況を担当したことをきっかけで、『ワールドプロレスリング』があるテレビ朝日を志望した旨を東京スポーツ記者・柴田惣一のコラムで取材を受けた際に話している。慶應義塾大学進学後もソッカー（サッカー）部に所属し、選手兼主務として活躍した。
2011年に日本代表戦の実況を任されると、偶然にも実況を担当した試合で日本代表が勝つか引き分けるかの状況が続いた。このため、2013年6月4日に行われたブラジルW杯・アジア最終予選のオーストラリア戦の試合は日本の本大会出場がかかった試合ということもあり、実況担当に指名され、結果引き分けで本大会出場を決めた。
その後実況を担当した試合でも日本代表は勝利し実況時の通算成績を6勝2分けとしたが、続いて実況を担当したブラジルW杯本大会のコロンビア戦で日本代表は敗れ、吉野の実況時での日本代表の不敗記録が途切れた。
2024年10月に同僚アナの三谷紬、寺川俊平と共に日本サッカー協会（JFA）公認D級コーチライセンスを取得した。

## 現在の担当番組
スポーツ
- スポーツ中継各種
- ワールドプロレスリング（2002年10月 - ）

| 実況を担当した男子A代表戦 | 実況を担当した男子A代表戦                          | 実況を担当した男子A代表戦 |
| 日付                      | 試合名                                             | 対戦相手                  |
| ------------------------- | -------------------------------------------------- | ------------------------- |
| 2011年1月13日             | AFCアジアカップ2011 グループリーグ第2戦            | シリア                    |
| 2011年1月25日             | AFCアジアカップ2011 準決勝                         | 韓国                      |
| 2011年10月7日             | キリンチャレンジカップ2011                         | ベトナム                  |
| 2012年6月3日              | 2014FIFAワールドカップブラジル アジア最終予選      | オマーン                  |
| 2012年6月12日             | 2014FIFAワールドカップブラジル アジア最終予選      | オーストラリア            |
| 2012年9月11日             | 2014FIFAワールドカップブラジル アジア最終予選      | イラク                    |
| 2013年6月4日              | 2014FIFAワールドカップブラジル アジア最終予選      | オーストラリア            |
| 2014年6月7日              | 国際親善試合                                       | ザンビア                  |
| 2014年6月25日             | 2014 FIFAワールドカップブラジルグループリーグ第3戦 | コロンビア                |
| 2014年11月14日            | キリンチャレンジカップ2014                         | ホンジュラス              |
| 2015年1月12日             | AFCアジアカップ2015 グループリーグ第1戦            | パレスチナ                |
| 2015年1月20日             | AFCアジアカップ2015 グループリーグ第3戦            | ヨルダン                  |
| 2015年6月11日             | キリンチャレンジカップ2015                         | イラク                    |
| 2016年3月29日             | 2018FIFAワールドカップロシア アジア2次予選         | シリア                    |
| 2016年10月6日             | 2018FIFAワールドカップロシア アジア3次予選         | イラク                    |
| 2016年11月15日            | 2018FIFAワールドカップロシア アジア3次予選         | サウジアラビア            |
| 2017年3月28日             | 2018FIFAワールドカップロシア アジア3次予選         | タイ                      |
| 2017年11月10日            | 国際親善試合                                       | ブラジル                  |
| 2018年3月23日             | 国際親善試合                                       | マリ                      |

| 実況を担当した女子A代表戦 | 実況を担当した女子A代表戦                   | 実況を担当した女子A代表戦 |
| 日付                      | 試合名                                      | 対戦相手                  |
| ------------------------- | ------------------------------------------- | ------------------------- |
| 2013年6月29日             | 欧州遠征                                    | ドイツ                    |
| 2013年9月22日             | 国際親善試合                                | ナイジェリア              |
| 2014年5月16日             | AFC女子アジアカップ2014 グループリーグ第2戦 | ベトナム                  |
| 2014年5月22日             | AFC女子アジアカップ2014 準決勝              | 中国                      |
| 2014年9月13日             | なでしこジャパン WORLD MACTH                | ガーナ                    |

バラエティ
- 夢対決!とんねるずのスポーツ王は俺だ!スペシャル - 実況

## 過去の担当番組
報道・情報
| 期間                 | 期間                  | 番組名                                     | 役職 |
| -------------------- | --------------------- | ------------------------------------------ | --- |
| 2002年7月            | 2003年3月             | やじうまプラス                             | 金曜日スポーツ担当 |
| 2003年4月            | 2003年9月             | やじうまプラス                             | 金曜日・土曜版スポーツ担当 |
| 2003年10月           | 2008年3月             | やじうまプラス                             | 水・木曜日スポーツ担当 |
| 2012年4月            | 2013年9月             | やじうまテレビ!                            | 月曜日スポーツ担当 |
| 2013年9月8日         | 2013年9月8日          | 池上彰が伝える2020五輪開催地決定スペシャル | スタジオ進行 |
| 2013年10月           | 2015年9月             | グッド!モーニング                          | 金曜日スポーツ担当 |
| 2015年10月2020年12月 | 2020年4月7日2021年9月 | グッド!モーニング                          | ニューススタジオ担当 ※2016年11月11日まで『ANNニュース』担当キャスターを兼務、また、2020年4月9日から同年6月26日の間は、新型コロナウイルス感染対策による緊急事態宣言発令に伴い木・金曜日の臨時総合司会およびエンタメコーナーを担当 |

スポーツ
- プロ野球熱闘ライオンズ - 実況
- 東京国際女子マラソン
- 横浜国際女子マラソン
- FIFAワールドカップ 南アフリカ大会 (2010年） - 現地リポーター
- 2014FIFAワールドカップ 開幕直前ブラジルガイド！（2014年6月7日） - 現地リポーター

バラエティ
- 朝まで暴走!たけし軍団ファイナル!!（2006年1月2日）- 土佐犬担ぎ駅伝実況
- 55時間テレビ ぷらちなロンドンブーツ（2013年12月2日） - 進行
- クイズプレゼンバラエティー Qさま!! - ゲスト解答者
- もしものシミュレーションバラエティー お試しかっ! - 実況

## 映画
- クレヨンしんちゃん 襲来!!宇宙人シリリ（2017年） - 宇宙人 役（声の出演）[10]